# Рейнгольд, Карл Леонгард
Карл Леонгард Рейнгольд (Карл-Леонард Рейнгольд, нем. Carl Leonhard Reinhold; 26 октября 1758, Вена — 10 апреля 1823, Киль) — немецкий философ.
Родился в Вене. В возрасте 14 лет поступил в иезуитский колледж святой Анны. В 1783 году, оставив духовный сан, бежал в Веймар. Здесь он подружился с известным тогда литературоведом, философом, теоретиком античности К.М. Виландом (потом стал и его зятем). Увлекшись Кантом, он издал «Письма о кантовской философии» (нем. Briefe über die Kantsche Philosophie, 1786), много содействовавшие популярности кантовской философии. Кант одобрил эти «Письма» и Рейнгольд стал профессором в Йене (1787-1794) и в Киле (1794-1794). Его место профессора в Йене в 1794 году занял Фихте.
Главное сочинение его — «Опыт новой теории человеческой способности представления» (нем. Versuch einer neuen Theorie des menschlichen Vorstellungsvermögens, Йена, 1789). Новое основание для кантовского учения он усматривал в следующем положении: «в сознании представление отличается от представляющего и представляемого и относится к тому и другому». На различии и связи между тремя составными частями сознания Рейнгольд основывает понятие о представлении и из него выводит всю критическую философию: что у Канта является основанием и доказательством, у Рейнгольда оказывается следствием. Кант, по мнению Рейнгольда, оставил понятие «сознания» (нем. Bewusstsein) непроясненным. Позже он оставил точку зрения элементарной философии, как он называл своё учение, назначением которого было дать фундамент знанию.